# Règles chez les personnes trans
Les règles chez les personnes trans concernent durant tout ou une partie de leur vie en tant que telles la majorité des personnes transmaculines. Leur survenue soulève différentes problématiques, comme la survenue de stress et d'anxiété, pouvant encourager l'apparition d'un épisode de dysphorie. Le fait de menstruer entraîne également des complications au niveau du passing des personnes trans et l'accès à des toilettes adaptées peut être difficile.
Les femmes trans peuvent expérimenter des symptômes proches de ceux du cycle menstruel en cas de thérapie hormonale de substitution.

## Histoire
Les règles chez les personnes trans demeurent un thème de recherche peu exploré. Il est difficile de trouver des volontaires pour discuter du phénomène des règles chez les personnes trans.

## Personnes concernées par les menstruations
Les hommes trans peuvent avoir leurs règles, en particulier quand ils ne sont pas sous traitement hormonal à base de testostérone. L'hormonothérapie a parmi ses effets celui d'interrompre le cycle menstruel et les règles après une certaine période d'administration, soit seulement grâce à la testostérone, soit avec l'ajout de progestérone,. Certaines personnes trans décident également de limiter leur prise de testostérone à un niveau suffisamment bas pour conserver leurs règles. Il est également possible d'utiliser une pilule contraceptive pour suspendre les règles.
Les femmes trans n'ont pas de menstruations, mais leur traitement hormonal substitutif peut provoquer un ensemble de symptômes semblable au syndrome prémenstruel,, ou à ceux qui accompagnent un cycle menstruel.

## Problématiques
Les règles peuvent être une expérience particulièrement négative pour les personnes trans, en les confrontant à des situations qui exacerbent leur sentiment de décalage entre leur identité de genre et un phénomène biologique caractéristique du sexe féminin et socialement associé à la féminité,,.
Le fait d'avoir des règles rappelle l'existence de ses organes génitaux féminins, de même que les symptômes physiques et psychologiques qui y sont parfois liés (syndrome prémenstruel, trouble dysphorique prémenstruel), ce qui peut engendrer de la dysphorie. Selon Louie Stafford, les règles peuvent être une source de honte et un rappel de l'aliénation de son corps à ce phénomène physiologique.
Une des sources de stress évoquée est celle de l'accès aux toilettes, souvent genrées, et la surveillance qui y est associée. Les personnes transmasculines réglées utilisant les toilettes pour hommes sont souvent confrontées à l'absence de poubelle pour jeter leurs protections hygiéniques usagées, mais aussi au fait que l'emballage de leur protection pourrait être entendu dans la pièce et ainsi révéler leur transidentité,.
Les protections menstruelles ont des emballages au design féminin, l'offre à destination des personnes transgenres étant réduite. La représentation dans les publicités pour les protections hygiéniques met en avant quasi exclusivement des femmes cisgenres.
Certaines personnes trans évitent d'aborder le sujet avec les professionnels de santé qui les suivent afin de ne pas être invalidées dans leur identité de genre.
Le manque d'information autour du sujet de l'aménorrhée et de la contraception entraîne des risques de grossesse non désirée par les personnes trans sous hormones masculinisantes,.